# Bahnhofsviertel

Le quartier (en rouge) au sein de l'arrondissement (en gris foncé) et de la ville (en gris clair)

Francfort-Bahnhofsviertel (en allemand : Frankfurt-Bahnhofsviertel) est un quartier de Francfort-sur-le-Main en Allemagne.

## Bâtiments remarquables
- Hôtel Intercontinental, construit en 1963.